# Карраскаль, Хорхе
Хо́рхе Андре́с Карраска́ль Гуа́рдо (исп. Jorge Andrés Carrascal Guardo; род. 25 мая 1998, Картахена) — колумбийский футболист, полузащитник бразильского клуба «Фламенго» и сборной Колумбии.

## Клубная карьера
Карраскаль начал профессиональную карьеру в клубе «Мильонариос». 10 ноября 2014 в матче против «Депортес Толима» он дебютировал в Кубке Мустанга. Летом 2016 года Хорхе перешёл в испанскую «Севилью». Для получения игровой практики он был отправлен во вторую команду. 2 сентября в матче против УКАМ Мурсия он дебютировал в испанской Сегунде.
Летом 2017 года Карраскаль на правах аренды перешёл в львовские «Карпаты». 23 июля в матче против «Ворсклы» он дебютировал в чемпионате Украины. 10 сентября в поединке против «Вереса» Хорхе забил свой первый гол за «Карпаты». По окончании аренды львовский клуб выкупил трансфер игрока.
В конце января 2019 года Карраскаль перешёл на правах аренды в аргентинский «Ривер Плейт» до конца года. В матче против «Индепендьенте» он дебютировал в аргентинской Примере. 28 июля в поединке против «Архентинос Хуниорс» Хорхе забил свой первый гол за «Ривер Плейт». По окончании аренды клуб выкупил трансфер игрока. В 2020 году в розыгрыше Кубка Либертадорес он забил 3 мяча в ворота перуанского «Депортиво Бинасьональ», эквадорского ЛДУ Кито и уругвайского «Насьоналя».
18 февраля 2022 года Карраскаль перешёл в московский ЦСКА на правах аренды до окончания сезона 2021/22. 26 февраля 2022 года в матче против московского «Спартака» он дебютировал в чемпионате России. 20 марта 2022 года забил первый мяч за ЦСКА в ворота «Рубина» (6:1). 20 мая 2022 года клуб выкупил Карраскаля у «Ривер Плейта» и заключил с ним контракт до 2026 года.
Летом 2023 года Карраскаль перешёл в московское «Динамо», подписав контракт на четыре года. Сумма трансфера составила 7 млн евро.
3 августа 2025 года перешёл в бразильский клуб «Фламенго», подписав четырёхлетний контракт.

## Карьера в сборной
В 2015 году в составе юношеской сборной Колумбии Карраскаль принял участие в юношеском чемпионате Южной Америки в Парагвае. На турнире он принял участие в матчах против команд Уругвая, Аргентины, Эквадора, Бразилии и Парагвая. В поединке против аргентинцев Хорхе забил гол.
25 августа 2022 года в товарищеском матче против сборной Гватемалы Карраскаль дебютировал за сборную Колумбии. 24 марта 2023 года в поединке против сборной Республики Корея Хорхе забил свой первый гол за национальную команду.

### Голы за сборную Колумбии
| #   | Дата          | Место                                  | Противник        | Счёт | Результат | Соревнование      |
| --- | ------------- | -------------------------------------- | ---------------- | ---- | --------- | ----------------- |
| 01. | 24 марта 2023 | Ульсан Мунсу, Ульсан, Республика Корея | Республика Корея | 2:2  | 2:2       | Товарищеский матч |
| 02. | 9 июня 2024   | Метлайф-стэдиум, Ист-Ратерфорд, США    | США              | 1:4  | 1:5       | Товарищеский матч |

## Достижения
«Ривер Плейт»
- Финалист Кубка Либертадорес: 2019
- Обладатель Рекопы: 2019 (не играл)

ЦСКА (Москва)
- Обладатель Кубка России: 2022/23
- Серебряный призёр чемпионата России: 2022/23

«Динамо» (Москва)
- Бронзовый призёр чемпионата России: 2023/24